# Rolf Keller (Historiker)
Rolf Keller (* 1956) ist ein deutscher Historiker. Er ist seit mehr als dreißig Jahren in der niedersächsischen Gedenkstättenarbeit tätig und Verfasser einer grundlegenden Studie über die sowjetischen Kriegsgefangenen im Deutschen Reich.

## Leben
Rolf Keller studierte Neuere Geschichte. Von 1985 bis 2004 war er als Referent bei der damaligen Niedersächsischen Landeszentrale für politische Bildung (NLpB) in Hannover tätig, die auch für die Gedenkstätte Bergen-Belsen und die Gedenkstätte Justizvollzugsanstalt Wolfenbüttel zuständig war. Keller befasste sich bei der NLpB vor allem mit der Aufarbeitung der Zeit des Nationalsozialismus und mit der Erinnerungskultur. Er arbeitete unter anderem zur Geschichte des KZ Bergen-Belsen und führte zudem eine umfangreiche Untersuchung durch zu bestimmten nationalsozialistischen Stammlagern in Niedersachsen, in denen während des Zweiten Weltkriegs hauptsächlich sowjetische Kriegsgefangene inhaftiert worden waren.
Von 1999 bis 2004 war er Vertreter des Landes Niedersachsen beim deutsch-russischen Forschungsprojekt „Sowjetische Kriegsgefangene“ und forschte zur allgemeinen Geschichte der sowjetischen Soldaten in deutscher Gefangenschaft während der NS-Zeit. Außerdem arbeitete er von 2000 bis 2007 als Leiter des Recherche- und Ausstellungsprojektes „Kriegsgefangenenlager“ im Rahmen der Neukonzeption der Gedenkstätte Bergen-Belsen.
Um 2002 promovierte er an der Universität Hannover mit der Studie Sowjetische Kriegsgefangene im Deutschen Reich, 1941–42. Die Kriegsgefangenenorganisation der Wehrmacht und der Arbeitseinsatz der Gefangenen im Widerstreit von Pragmatismus und Ideologie.

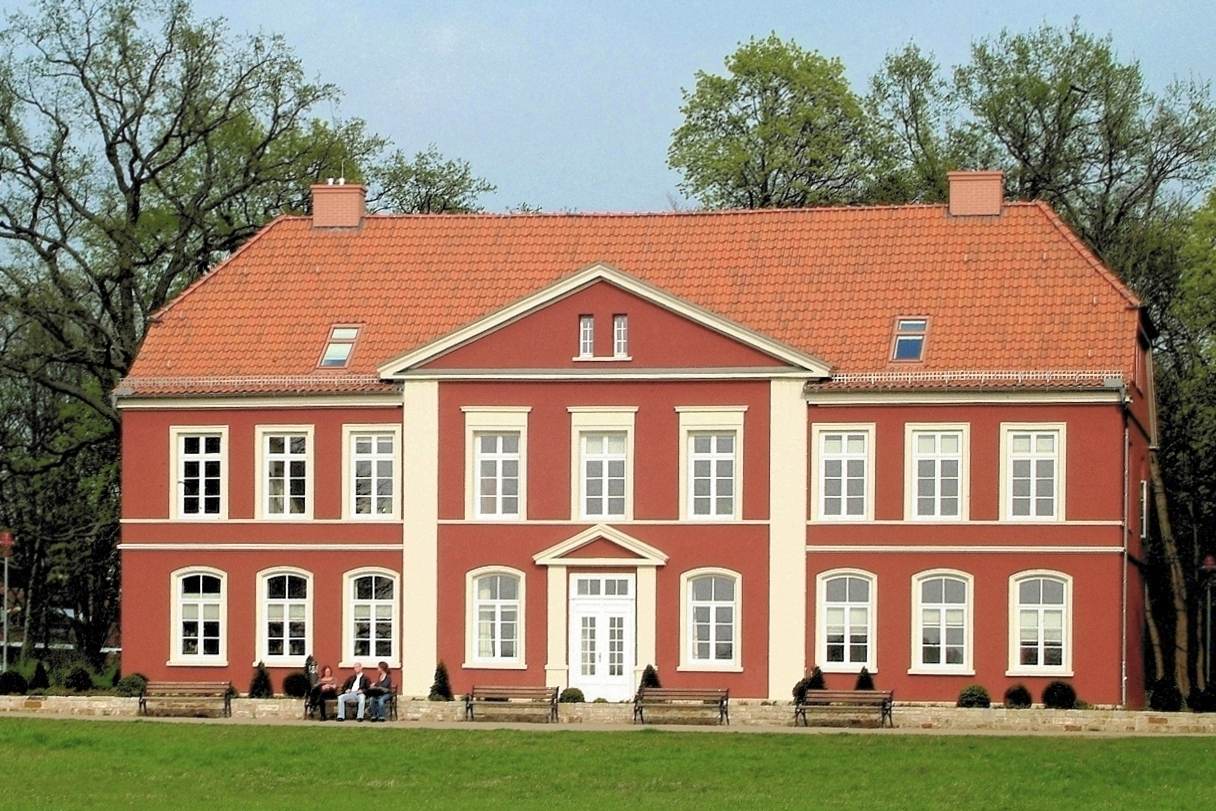
Die Thaersche Villa in Celle – Sitz der Stiftung niedersächsische Gedenkstätten

Als die Niedersächsische Landeszentrale für politische Bildung zum Ende des Jahres 2004 durch einen Kabinettsbeschluss aufgelöst wurde, wechselte Keller zur neu gegründeten Stiftung niedersächsische Gedenkstätten mit Sitz in Celle als Nachfolgeorganisation des NLpB-Referates Gedenkstättenarbeit und Aufarbeitung des Nationalsozialismus und seiner Folgen. Seither ist er dort als Abteilungsleiter tätig. Keller leitet die Abteilung Gedenkstättenförderung Niedersachsen, die die regionale Gedenkstättenarbeit des Bundeslandes finanziell und bei der Entwicklung von Gedenkstättenkonzeptionen unterstützt sowie die wissenschaftliche und pädagogische Arbeit der Gedenkstätten in Niedersachsen koordiniert.
Seine Forschungsschwerpunkte sind die Geschichte des Nationalsozialismus, insbesondere der Kriegsgefangenschaft und der Kriegsgefangenen-, Konzentrations- und Arbeitslager sowie der Zwangsarbeit. Keller ist Autor, Mitautor und Herausgeber zahlreicher Veröffentlichungen zur Geschichte der NS-Konzentrations-, Kriegsgefangenen- und Arbeitslager sowie der sowjetischen Kriegsgefangenen, außerdem hat er mehrere Ausstellungen zu diesem Themenkreis kuratiert.

## Veröffentlichungen
als Autor
- Sowjetische Kriegsgefangene im Deutschen Reich 1941/42. Behandlung und Arbeitseinsatz zwischen Vernichtungspolitik und kriegswirtschaftlichen Zwängen (= Schriftenreihe der Stiftung Niedersächsische Gedenkstätten, Band 1) Wallstein-Verlag, Göttingen 2011, ISBN 978-3-8353-0989-0 (Rezensionen: H-Soz-Kult, Kulturthemen.de, literaturkritik.de).

als Mitautor
- Zwangsarbeit in Uniform. Italienische Militärinternierte am Rammelsberg. In: Bernhild Vögel (Hrsg.): System der Willkür. Betriebliche Repression und nationalsozialistische Verfolgung am Rammelsberg und in der Region Braunschweig (= Rammelsberger Forum, Band 1). Verlag Goslarsche Zeitung, Goslar 2002, ISBN 3-9804749-5-X, Seite 51–70.
- zusammen mit Klaus-Dieter Müller u. a.: Gedenkbuch verstorbener sowjetischer Kriegsgefangener. Friedhof Hammelburg, Bayern. Herausgegeben vom Volksbund Deutsche Kriegsgräberfürsorge e. V., Kassel 2002 (deutsch, teils russisch).
- zusammen mit Wolfgang Marienfeld u. a.: Konzentrationslager Bergen-Belsen. Berichte und Dokumente (= Bergen-Belsen-Schriften, Band 1). Herausgegeben von der Niedersächsischen Landeszentrale für politische Bildung unter Mitwirkung des Wissenschaftlichen Beirats für Gedenkstättenarbeit. Vandenhoeck und Ruprecht, Göttingen 1995, ISBN 3-525-35488-6.

als Mitherausgeber und Mitautor
- zusammen mit Alfred Fleßner u. a.: Forschungen zur Medizin im Nationalsozialismus. Vorgeschichte – Verbrechen – Nachwirkungen (= Schriftenreihe der Stiftung Niedersächsische Gedenkstätten, Band 3). Wallstein Verlag, Göttingen 2014, ISBN 978-3-8353-1407-8.
- zusammen mit Silke Petry: Sowjetische Kriegsgefangene im Arbeitseinsatz 1941–1945. Dokumente zu den Lebens- und Arbeitsbedingungen in Norddeutschland (= Schriftenreihe der Stiftung Niedersächsische Gedenkstätten, Band 2). Wallstein Verlag, Göttingen 2013, ISBN 978-3-8353-1227-2.